# Li Wen Hao
Dans ce nom chinois, le nom de famille, Li, précède le nom personnel Wen Hao.
Li Wen Hao, ou Li Wenhao, est un coureur cycliste chinois spécialiste de la piste.

## Palmarès

### Jeux olympiques
- Pékin 2008
  - 9e de la vitesse par équipes

### Coupe du monde
- 2007-2008
  - 2e du kilomètre à Sydney
  - 3e du kilomètre à Pékin
  - 3e du kilomètre à Los Angeles
  - 3e du kilomètre à Copenhague
- 2008-2009
  - 3e du kilomètre à Melbourne
  - 3e du kilomètre à Cali

### Championnats d'Asie
- Bangkok 2007
  -  Champion d'Asie du kilomètre
- Nara 2008
  -  Champion d'Asie de vitesse par équipes
  -  Médaillé d'argent du kilomètre